# Goryphus turneri
Goryphus turneri är en stekelart som beskrevs av Cheesman 1936. Goryphus turneri ingår i släktet Goryphus och familjen brokparasitsteklar. Inga underarter finns listade i Catalogue of Life.